# Johnny McDowell
Johnny McDowell (n. 29 ianuarie 1915 – d. 8 iunie 1952) a fost un pilot de curse auto american care a evoluat în Campionatul Mondial de Formula 1 între anii 1950 și 1952.